# Vintage Trouble

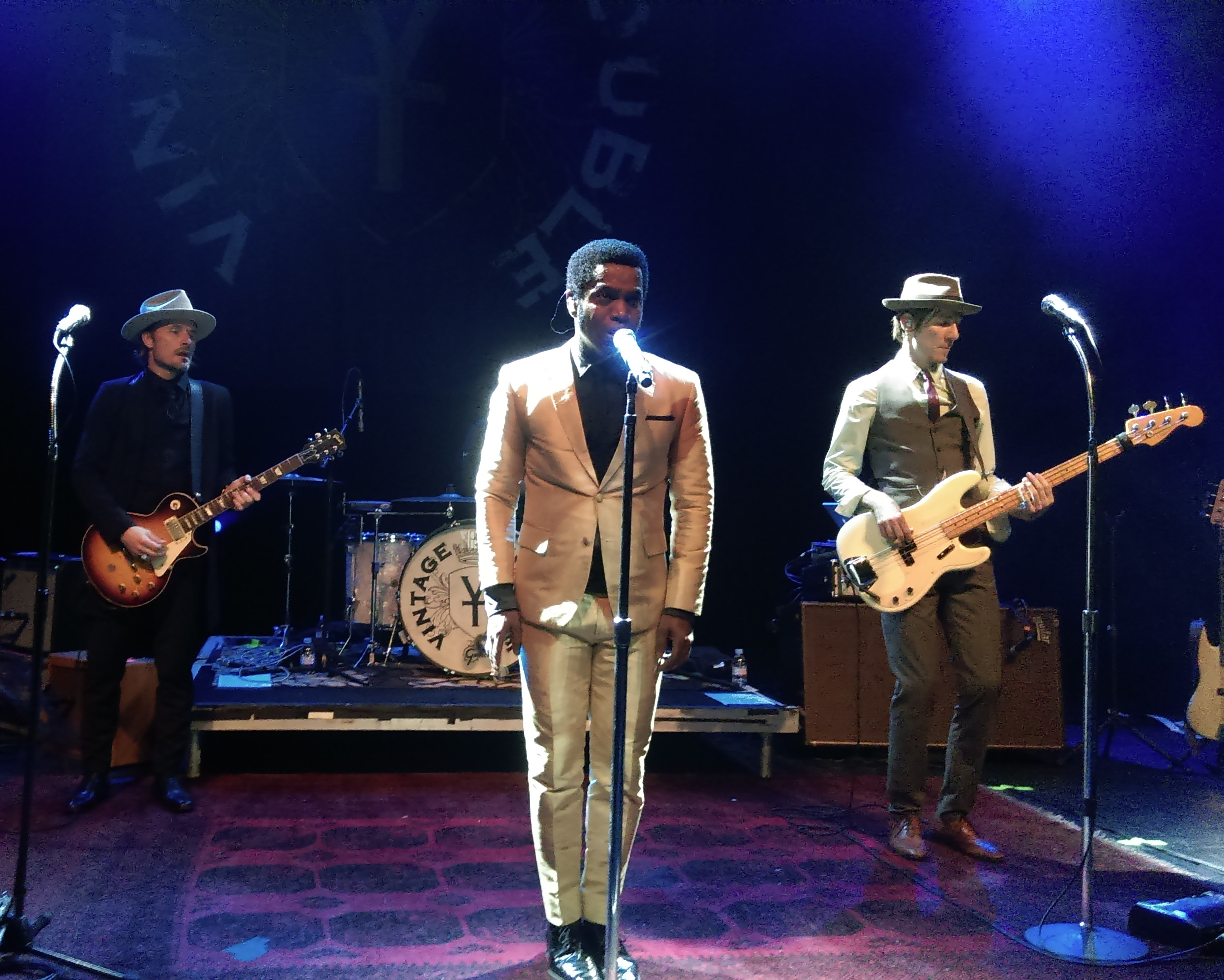
Vintage Trouble à Londres en 2015.

Vintage Trouble (parfois abrégé VT ou ¥) est un groupe américain de rhythm & blues. Le groupe s'est formé à Hollywood, en Californie aux États-Unis en 2010. Ils ont sorti deux albums, The Bomb Shelter Sessions (2011) et 1 Hopeful Rd. (2015) ainsi que quatre EPs et un EP live. Leur musique a été décrite comme « rétro », rappelant certains artistes blues et rock de la fin des années 1950 et 1960, comme The Rolling Stones, Chuck Berry et The Animals. Une de leurs chansons les plus connues, « Today is Pretty Great » a été découverte dans une publicité Honda Civic où l'on apercevait les artistes quelques minutes au tout début.

## Historique

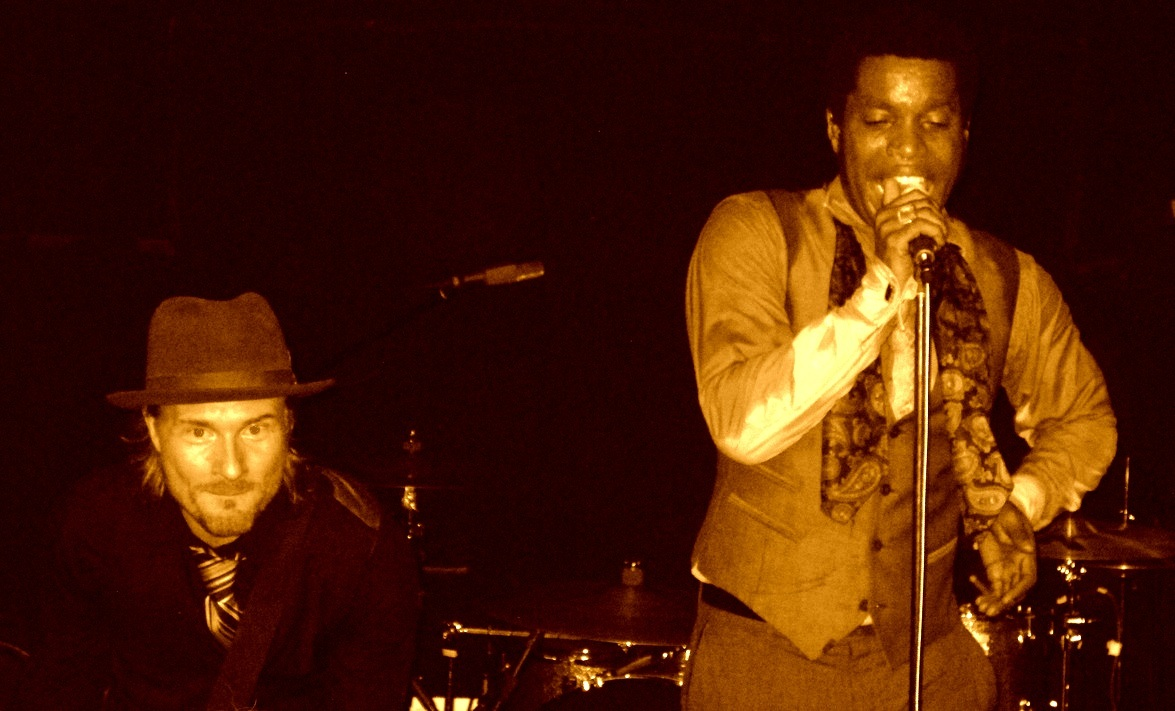
Colt et Taylor à Fibbers en 2011

Après trois concerts au Royaume-Uni début 2011, le groupe réapparait en avril de la même année dans l'émission de Jools Holland,Later... with Jools Holland.
Le groupe rejoint Brian May (guitariste du groupe de rock Queen) et Kerry Ellis pour une ouverture de tournée en mai 2011 et, en juin 2011, accompagne le groupe de rock Bon Jovi pour l'étape au Royaume-Uni de leur tournée The Circle Tour.
Le groupe joue pour Paul Stanley (chanteur et guitariste du groupe de hard rock Kiss) le 20 janvier 2012 à son 60ème anniversaire, au cours duquel Paul chante "You Shook Me" de Led Zeppelin.
Le 24 avril 2012, The Bomb Shelter Sessions sort aux États-Unis.
Ils font l'ouverture de The Who lors de la première tournée Nord Américaine du groupe en quatre ans. Ils accompagnent également The Who lors de leurs dates Européennes durant l'été 2013.
Ils font l'ouverture de Dave Matthews Band à Pelham, Alabama. le 6 avril 2013.
Le groupe joue au Houston's Free Press Summer Festival le 1er juin 2013 et au Rock Werchter (Belgique) le 4 juillet 2013, ce qui est jusqu'à présent le plus gros festival auquel ils aient participé.
Le groupe joue au Chipotle Cultivate à Minneapolis, Minnesota le 23 août 2014.
Le groupe joue à Life Is Beautiful (music festival) à Las Vegas, Nevada le 24 octobre 2014.
Ils apparaissent dans The View à l'occasion de l'anniversaire de Whoopi Goldberg le 12 novembre 2014.
Le groupe accompagne Paloma Faith durant sa tournée en mars 2015.
Le groupe accompagne en 2015 AC/DC en Europe et en Amérique du Nord durant leur tournée Rock or Bust World Tour.
Le 6 octobre 2015, le groupe se rend à Austin, Texas, au Live Music Capital of the World, et ses membres réalisent un de leurs rêves en jouant dans un enregistrement de Austin City Limits qui est diffusé en direct à travers le monde.

## Membres
Membres actuels
- Ty Taylor – chant
- Nalle Colt – guitare, choeurs
- Rick Barrio Dill – basse, choeurs

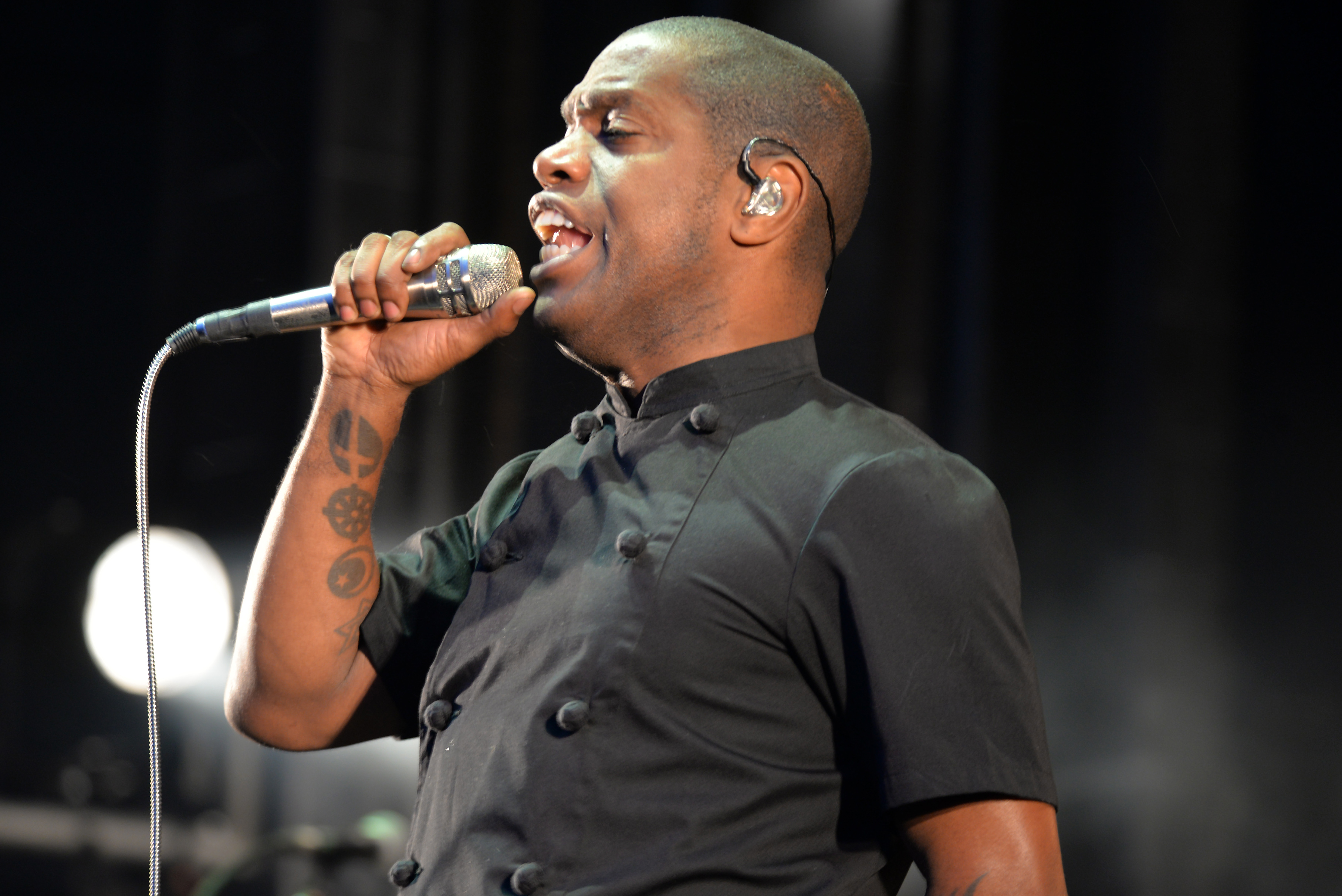
Ty Taylor en 2019.

- Richard Danielson – batterie, percussions, choeurs

Autres
- Charlie Brumbly – chœurs, harmonica (2010-2011)

## Discographie
- The Bomb Shelter Sessions (2011)
- The Swing House Acoustic Sessions (EP) (2014)
- 1 Hopeful Rd. (2015)
- Chapter II - EP I (2018)
- Chapter II - EP I (Acoustic Version) (2018)
- Chapter II - EP II (2019)
- Chapter II - EP II (Live) (2019)